# 지방도 제1131호선
지방도 제1131호선(5·16도로)은 제주특별자치도 서귀포시 토평동 비석거리 교차로와 제주시 이도1동 남문사거리를 잇는 제주특별자치도의 지방도이다. 도로명주소는 516로이다. 도로 이름은 5·16 군사 정변 때 만들어진 도로라 해서 이러한 명칭이 붙었다. 이전에는 국도 제11호선이었다.
한라산 일대를 남북으로 가로질러 제주시와 서귀포시를 일직선으로 잇는 것이 특징이며, 제1횡단도로라는 별칭을 가지고 있기도 하다. 서귀포시 남원읍에서 영천동에 이르는 구간은 왕복 4차로, 제주시 이도동에서 아라동에 이르는 구간은 왕복 6차로, 나머지 구간은 왕복 2차로로 구성되어 있다.

## 역사
본래 이 도로는 제주시 관덕정에서 구 남제주군청사를 잇는 도로였으며, 1932년에 임도로 개설되어 사람들이 왕래하기 시작했고 1943년에 지방도로 지정되었다. 1956년에 이 도로에 대한 정비가 시작되다가 1961년에 발생한 5·16 군사 정변 이후 본격적으로 확장 및 정비가 이루어졌다. 당시 군정 제주도지사였던 김영관 해군 소장은 정부의 재정 여건과 도로 이용 전망으로 따져봤을 때 국가사업으로 시행할 도로가 아니었음에도 불구하고 끝까지 추진해 정부 당국과 절충이 이루어져 국가적인 지원이 이루어졌다고 한다.
이 도로 개설에 대한 기공식은 1962년 3월 24일에 당시 제주도청 앞 공설운동장(지금의 제주시청 앞)에서 이루어졌는데 기공식에 해군군악대와 의장대, 해병고적대 등이 동원되고 당시 대한민국에서 인기를 끌었던 가수인 박재란, 송민도 등이 축하 공연을 왔으며 이를 또 KBS에서 라디오를 통해 전국에 중계를 했다고 한다. 당시 중계에는 故 임택근 아나운서가 진행했다고 한다. 1969년 10월 1일이 되어서야 이 도로에 대한 개통식이 이루어졌는데 이 때 공정률이 70%였음에도 불구하고 5일 후 대통령 선거가 있어 미리 개통식을 했다는 일화도 전해진다.
이 도로의 개통으로 인해 제주에서 서귀포로 갈 때 무려 5시간이 걸리던 시간이 약 1시간 30분으로 줄어드는 획기적인 효과를 가져왔으며, 한라산 남부 지역에서 제주시로 갈 때 교통이 편리해졌다. 이 도로 산천단 북쪽에 박정희 대통령 휘호로 쓴 도로명비가 있으며 성판악휴게소 입구에는 이 도로 건설을 추진한 김영관 도지사의 공적비가 세워져 있다.
5·16도로는 당시에 큰 예산을 들여서 만든 도로였기 때문에 관광적 가치, 제주도 남북의 산업 동맥 역할을 하여 투자비 회수를 목적으로 제주도에서 요금 징수 조례를 만들어 1972년 4월 18일부터 통행료를 징수했다. 그러나 통행료 징수로 인해 관광객이 도로 이용에 불편을 겪었고 국도로 지정되어 도로 유지에 제주도의 예산이 아니라 국고가 투입되고 있기 때문에 제주도에서 요금을 받는 것이 불합리하다는 비판이 나와 1982년 12월 31일부터 요금 징수 조례가 폐지되면서 무료화되었다. 폐지 직전 당시 이용 요금은 대형버스 400원, 중형버스 250원, 소형승용차 200원, 화물자동차 150원, 소형화물차 100원이었다고 한다.
그 후 계속 국도로 유지되다가 2006년 제주특별자치도 설치 및 국제자유도시 조성을 위한 특별법 제251조 제3항에 의해 2008년 11월 17일 부로 지방도 1131호선으로 격하되었다.
- 1967년 1월 1일: 2급 국도로 지정.[4]
- 1971년 8월 31일: 일반국도노선지정령에 의해 국도 제11호선 제주 ~ 서귀포선이 됨.[5]
- 1972년 4월 18일: 유료도로로 전환해 통행료 징수 시작.
- 1982년 12월 31일: 통행료 징수 폐지 및 무료화.
- 1990년 8월 22일: 도로명을 5·16도로로 지정[6]
- 1996년 1월 15일: 남제주군 남원읍 신례리 ~ 하례리 820m 구간 개량 개통, 기존 610m 구간 폐지[7]
- 2001년 8월 25일: 기점과 종점을 맞바꿈.[8]
- 2007년 1월 26일: 지방도 제1131호 서귀포 ~ 제주선 (5·16도로) 노선 지정[9]
- 2008년 11월 17일: 국도 제11호선 폐지[10]

## 주요 경유지
- 서귀포시
  - 토평동 비석거리 교차로 - 토평사거리 - 상효입구 교차로 - 상효교 - 돈내코입구 교차로 - 서귀포산업과학고등학교 - 상효동
  - 남원읍 서성로입구 교차로 - 수악교 - 회고교 - 동수교 - 성판악휴게소

- 제주시
  - 조천읍 성판악휴게소 - 한암교 - 수장교 - 물장울교
  - 봉개동 5·16도로 교차로 - 견월교 - 한라생태숲
  - 아라동 어후교 - 제주CC - 양지공원 - 첨단과학기술단지 교차로 - 제주국제대학교 - 제주지방경찰학교 - 제주의료원 - 관음교 - 산록도로입구 교차로 - 산천단 - 한라산CC, 별빛누리공원 - 제주대사거리 - 달무 교차로 - 제주대학교병원입구 - 아라동주민센터 - 아라초등학교 - 아라초등학교앞 - 제주여중고 교차로 - 중앙여고 교차로
  - 이도동 중앙여고 교차로 - 제주소방서 - 제주소방서앞 - 8호광장 교차로 - 제주시청 - 광양사거리 - KAL사거리 - 제주KAL호텔 - 남문사거리

## 도로명
실제 지방도 제1131호선은 516도로 외에도 다른 도로명을 가진 구간이 있다.
- 서귀포시 토평동 비석거리 교차로 ~ 제주시 아라동 제주대사거리: 516로
- 제주시 아라동 제주대사거리 ~ 이도동 남문사거리: 중앙로